# Nhạc phim Tom và Jerry
Tom and Jerry and Tex Avery Too! Volume 1: The 1950s là một bộ album nhạc phim 2006 của Scott Bradley về phim ngắn Tom và Jerry, Droopy, và Tex Avery của Metro-Goldwyn-Mayer Những bài hát bên dưới của các bộ phim hoạt hình lần đầu tiên được chọn phát hành với chất lượng âm thanh tốt nhất.

## Danh sách bài hát
Tất cả nhạc phẩm được soạn bởi Scott Bradley.
| Đĩa 1            | Đĩa 1                | Đĩa 1      |
| STT              | Nhan đề              | Thời lượng |
| ---------------- | -------------------- | ---------- |
| 1.               | "Touché, Pussy Cat!" | 6:23       |
| 2.               | "That's My Mommy"    | 6:04       |
| 3.               | "Deputy Droopy"      | 5:33       |
| 4.               | "Blue Cat Blues"     | 7:07       |
| 5.               | "T.V. of Tomorrow"   | 7:28       |
| 6.               | "Busy Buddies"       | 6:00       |
| 7.               | "Mouse for Sale"     | 6:46       |
| 8.               | "Neapolitan Mouse"   | 7:09       |
| 9.               | "Dixieland Droopy"   | 7:29       |
| 10.              | "Give and Tyke"      | 6:10       |
| 11.              | "Happy Go Ducky"     | 5:55       |
| 12.              | "Little Johnny Jet"  | 7:02       |
| Tổng thời lượng: | Tổng thời lượng:     | 79:40      |

| Đĩa 2            | Đĩa 2                  | Đĩa 2      |
| STT              | Nhan đề                | Thời lượng |
| ---------------- | ---------------------- | ---------- |
| 1.               | "Field and Scream"     | 5:49       |
| 2.               | "Pecos Pest"           | 6:03       |
| 3.               | "Billy Boy"            | 5:49       |
| 4.               | "Downbeat Bear"        | 5:36       |
| 5.               | "Pet Peeve"            | 5:42       |
| 6.               | "Tom and Chérie"       | 6:19       |
| 7.               | "Cellbound"            | 5:16       |
| 8.               | "Tom's Photo Finish"   | 6:04       |
| 9.               | "Downhearted Duckling" | 6:26       |
| 10.              | "Scat Cats"            | 6:09       |
| 11.              | "Homesteader Droopy"   | 6:56       |
| 12.              | "Barbeque Brawl"       | 6:24       |
| 13.              | "Tot Watchers"         | 6:08       |
| Tổng thời lượng: | Tổng thời lượng:       | 79:22      |